# Рыбча
Рыбча (укр. Рибча) — село в Кременецкой городской общине Кременецкого района Тернопольской области Украины.
Код КОАТУУ — 6123482902. Население по переписи 2001 года составляло 97 человек.

## Географическое положение
Село Рыбча находится на расстоянии в 1,5 км от села Катериновка.
Через село проходит автомобильная дорога Р-32.

## История
- 1894 год — дата основания.